# Ruta 90 (Uruguay)
La Ruta N.º 90 es una de las rutas nacionales de Uruguay. Atraviesa el departamento de Paysandú de oeste a este. Es una de las carreteras uruguayas por la cual sale gran parte de la producción forestal del país.
En abril de 2004 se designó a esta carretera y a su continuación sobre la Cuchilla de Haedo con el nombre Ruta de los Charrúas.

## Trazado
Esta carretera tiene una longitud total de 83 km (numerados del 5 al 88), comenzando en la ciudad de Paysandú y finalizando en la ciudad de Guichón.
A lo largo de su recorrido atraviesa pequeños pueblos como: Esperanza, Estación Porvenir, Piedras Coloradas y Orgoroso. Además es la ruta por la cual se llega a las Termas de Almirón.

## Características
Estado y tipo de construcción de la carretera según el tramo:
| Tramo (aproximado)         | Tipo de Red             | Tipo de Construcción   | Estado |
| -------------------------- | ----------------------- | ---------------------- | ------ |
| Paysandú-Piedras Coloradas | Red Nacional Secundaria | Tratamiento bituminoso | MALO   |
| Piedras Coloradas-Ruta 25  | Red Nacional Secundaria | Tratamiento bituminoso | bueno  |
| Ruta 25-Guichón            | Red Nacional Secundaria | Tratamiento bituminoso | Bueno  |

## Obras

### Mejoras en tramo Piedras Coloradas-Ruta 25
En 2023 se están finalizando las obras que comprenden el ensanche de la carretera con corrección altimétrica, recargo de material y pavimentación con tratamiento bituminoso doble con banquinas. Es un tramo de aproximadamente 23 kilómetros entre la localidad de Piedras Coloradas y el empalme con la Ruta 25 que se encontraba muy deteriorado. Finaliza en el primer semestre de 2023, actualmente su carpeta asfáltica esta finalizada, trabajando en señalética.